# Megalogomphus bicornutus
Megalogomphus bicornutus är en trollsländeart som först beskrevs av Fraser 1922.  Megalogomphus bicornutus ingår i släktet Megalogomphus och familjen flodtrollsländor. IUCN kategoriserar arten globalt som otillräckligt studerad. Inga underarter finns listade i Catalogue of Life.